# Loculus (architecture)

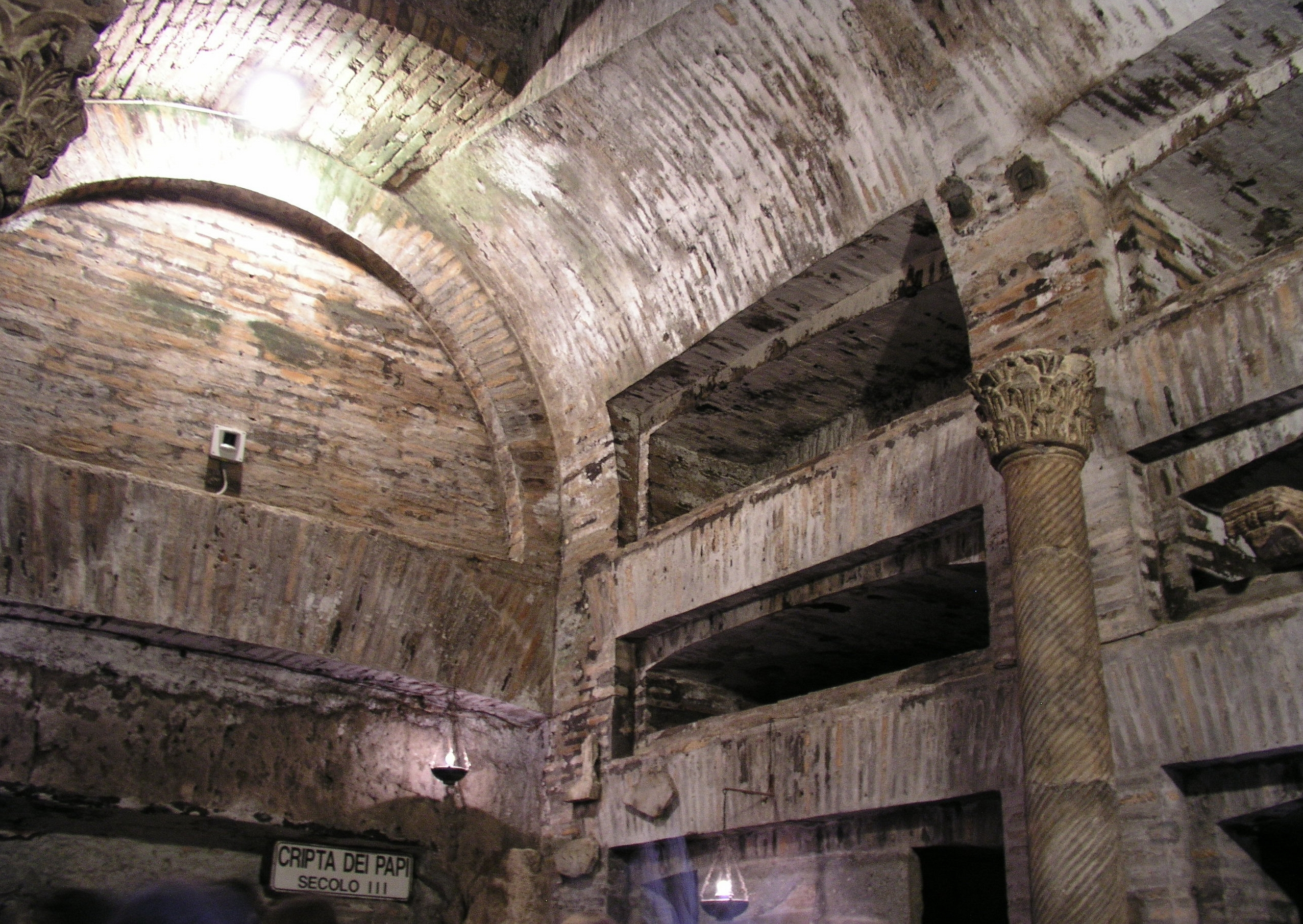
la dans la catacombe de Saint-Calixte.

Un loculus (littéralement « petit lieu », diminutif du latin locus, « lieu »), au pluriel loculi, est une niche funéraire rectangulaire servant de sépulture. Taillé dans des columbariums, des catacombes, des hypogées, des mausolées ou tout autre monument funéraire, il est destiné à recevoir des urnes cinéraires, des ossuaires, des sarcophages ou cercueils, voire un ou plusieurs cadavres.

## Caractéristiques
Le loculus se distingue de l'arcosolium qui est une niche semi-circulaire beaucoup plus grande surmontée d'un arc.
Les loculi sont parfois fermés par une tabula, pierre sculptée, plaque de marbre, de terre cuite ou de bois, voire des tuiles fixées avec du ciment. Avec les arcosolia, ils sont souvent présent dans les cubicula, chambres funéraires familiales.
Dans les tombes juives depuis l'Antiquité, le loculus est généralement creusé dans le sens de la longueur dans la paroi d'une galerie ou d'un cubiculum.

## Galerie

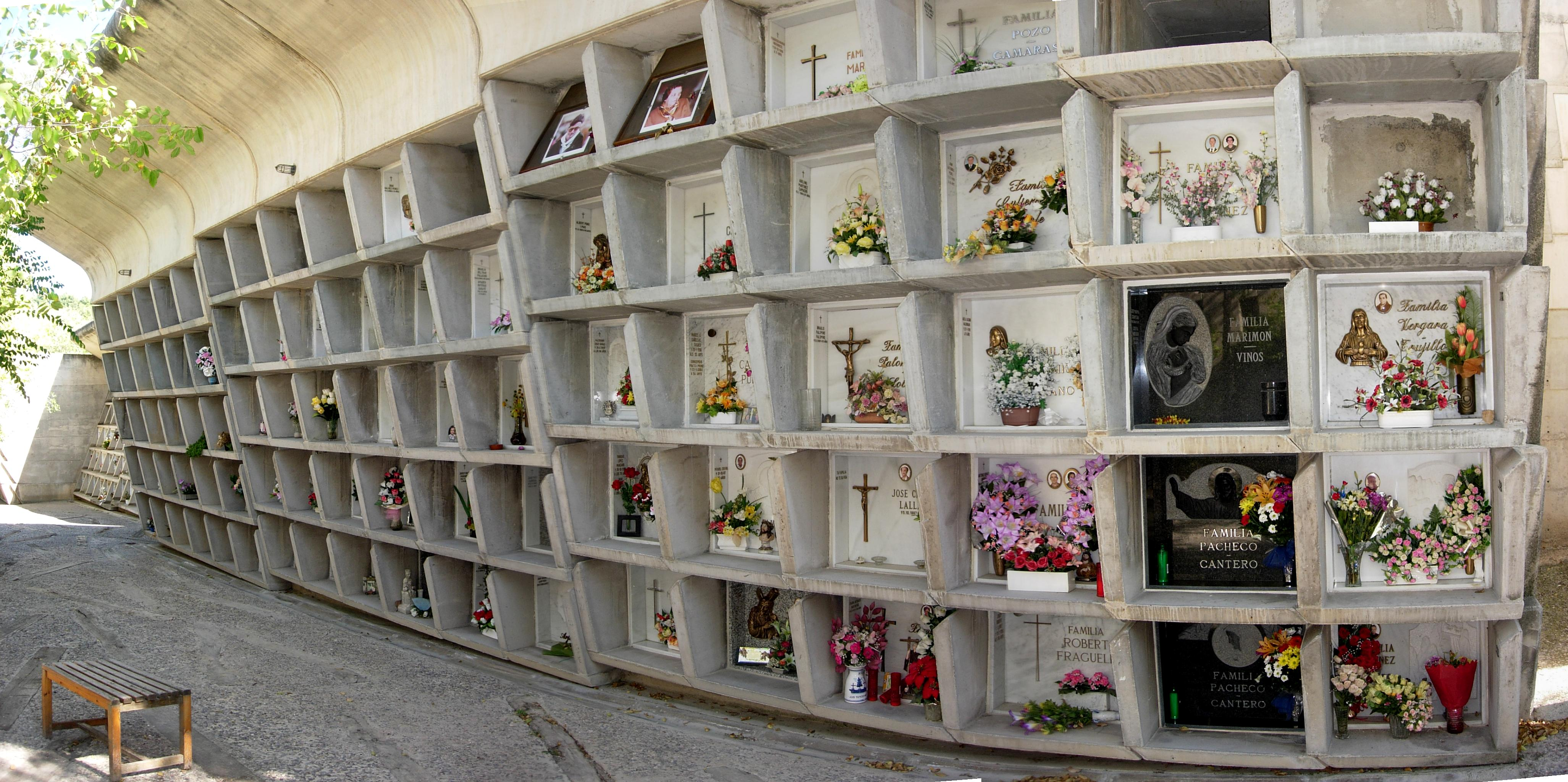
Loculi de colombarium.
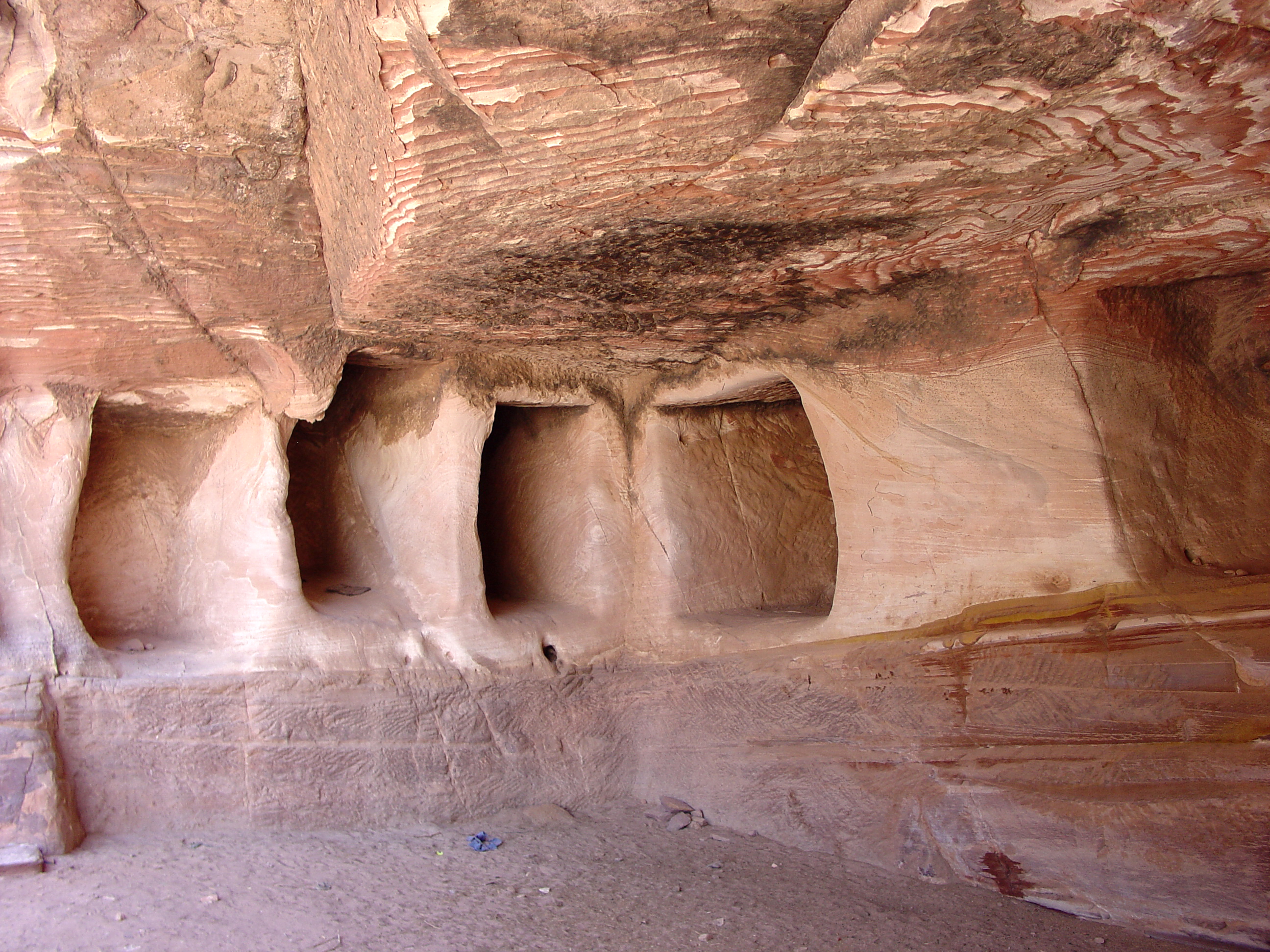
Loculi d'hypogée.